# 古本新之輔 ちゃぱらすかWOO!
『古本新之輔 ちゃぱらすかWOO!』（ふるもとしんのすけ ちゃぱらすかうー）は、1997年4月7日から2002年3月まで文化放送で放送されていたラジオ番組。
放送時間は毎週月 - 木曜の22:00 - 24:00（1997年10月に21:30 - 24:00の放送となった）。1997年3月まで放送されていた『斉藤一美のとんカツワイド』の後続番組にあたる。通称「ちゃぱら」。リスナーは番組名にちなんで「ちゃポーター」と呼ばれていた。番組表での21:30 - 22:00枠は「PREちゃぱら」（プレちゃぱら）となっていた。

## 概要
パーソナリティは当時声優・歌手として活動していた古本新之輔。リスナーからは「しんのす」と呼ばれていた。彼が「しんのす」と呼ばれるようになったのは1995年10月から1997年3月まで文化放送で放送されていた番組『古本新之輔のパラシュート遊激隊』で、初代アシスタントを務めていた彼の先輩白鳥由里が古本をそう呼んでいた事に始まる（1989年のテレビドラマ『はいすくーる落書』でもクラスメートから「しんのす」と呼ばれていたことはあった）。

## 主なコーナー

### ちゃぱらっちオープン
この番組から未来のアイドルを誕生させようということで1997年10月にスタートした。放送開始当初は、新宿で「クラブちゃぱらっち」というユニットの新メンバーを選ぶオーディションイベントを開催。毎回2人の女子が候補生として登場し、月 - 水曜は、候補生が文化放送のスタジオに呼ばれて、生放送で様々なテストに挑戦。木曜はスタジオアルタでの公開録音となり、最終テストを行った後に一般審査員による投票が行われ、一定の得票を獲得すれば「クラブちゃぱらっち」のメンバーに選ばれ、アイドルへの道を進む事ができるというものだった。ちなみに一般審査員は男子に限定されていたらしい。
この「クラブちゃぱらっち」から数々のアイドルが誕生していった。中でも「クラブちゃぱらっち」の初期のメンバーだった渡邉由紀は後に声優デビューを果たし、テレビ東京のアニメ『彼氏彼女の事情』で榎本温子、山本麻里安と一緒に三姉妹役を演じた。山本がパーソナリティを務めるラジオ番組にもゲストとしてよく出演していた。
この他、後にグラビアアイドルとしてデビューした佐藤江梨子、宮前るい、西崎彩や、「ねんドル」で活動する岡田ひとみも「クラブちゃぱらっち」のメンバーだった。
その後オーディションコーナーは無くなり、「クラブちゃぱらっち」のメンバー数人が日替わりで登場し、いろんなテーマでトークしたりする事が多かった。
またゲストが登場した事もあり、テレビ東京のアニメ『ポケットモンスター』のピカチュウの声の大谷育江や、2005年3月までテレビ朝日のアニメ『ドラえもん』でジャイアンの声を25年以上にわたり務めたたてかべ和也が出演した事もあった。

### ちゃぱらテレフォンオープン
番組のメインとなるコーナーである。但し、番組開始当初は「テレフォンオープン」というタイトルは付いていなかった。基本的にStage1、Stage2、Stage3の3部構成であった。
- Stage1

ここでは、毎回ゲストを呼んで様々なテーマでトークするものだった。ちなみに第1回目のゲストは、当時竹内まりやプロデュースによる「MajiでKoiする5秒前」でCDデビューする直前の広末涼子だった。
登場した主なゲスト
- 広末涼子（第1回目のゲスト）
- hitomi
- 宮村優子
- 椎名へきる
- 松本梨香
- 松岡充（SOPHIAのボーカリスト）
- 華原朋美
- KEIKO（globeのボーカル）
- 氷川きよし
- 島谷ひとみ
- 平井堅
- モーニング娘。
- 浜崎あゆみ
- 鈴木あみ
- GLAY
- ポルノグラフィティ

このコーナーに出演したゲストの大半は歌手であった。その為、このStage1の締めにはゲストの曲を掛けて締めくくるのが恒例だった。
- Stage2

毎日テーマを決めリスナーからそれについて電話、FAX、メールを募集して、その中から面白い電話メッセージやFAX、メールを紹介する（メール募集は2000年頃から）。番組内で紹介されると番組特製の
クリアファイルがプレゼントされた。なお、これ以外にも前番組『とんカツワイド』の「一美アクション」を引き継ぐ形で、バラエティに富んだ様々な企画が試験的に放送されていた。その中には、『とんカツ』でも行われていた文化放送アナウンサー陣による「身内の学芸会的企画」もあり、手作り感が強調されていた。
放送された企画
- ザ・マスクマン現る

古本と文化放送アナウンサーの太田英明が司会、当時新人アナウンサーだった砂山圭大郎が扮する覆面レスラー「ザ・マスクマン」が登場するプロレス企画。コーナー内では太田が実況、古本が解説を務めていた。砂山が文化放送に入社した1998年（平成10年）4月改編以降に頻繁に放送されていたこのコーナーは都内某所でロケ収録にて行われた。また、砂山扮するザ・マスクマンはコーナー中「ザ・マスクマン!」としかしゃべらなかった。しかし、ザ・マスクマンの独自のキャラクターがリスナーに受け一躍大人気企画になった。なお、砂山は後に当企画と同じく覆面を被った謎のレコメンダー「K太郎」として後継番組の『レコメン!』と『FRIDAY SUPER COUNTDOWN 50』のパーソナリティを2012年3月まで務めた。
- ちほ・ゆかり・ゆいの秘密のお部屋へようこそ

本番組と同時期に放送されていた文化放送のアニラジ『SOMETHING DREAMS マルチメディアカウントダウン』から生まれたドリカンクラブのメンバーの田村ゆかり、堀江由衣と当時文化放送のアナウンサーだった藤木千穂（現・編成部所属）が『ドリカン』の「やまとなでしこの部屋へようこそ」を平日に持ち込む形で取り組んだ企画（このコーナーには古本は登場しなかった）。もともと藤木がドリカンで1997年4月から1998年9月まで「ドリカン通信」というコーナーを担当していた。ドリカンクラブのメンバーを数人呼んで、様々なお題でトークを展開していくというものだったがこのコーナーを担当していた縁で本番組の本コーナーに田村・堀江とともに抜擢された。
これもザ・マスクマン企画と同様放送開始当初に放送されていた。内容としては当日リスナーから募集したお便りや質問にひたすら答えるというものだった。しかし、このコーナーが放送された後本家となった『ドリカン』では寄せられる質問に悪ふざけが目立つようになり、冨永みーなの降板を経て2002年（平成14年）10月改編で『こむちゃっとカウントダウン』にリニューアル。2023年4月改編で『FUN MORE TUNE』にタイトルを変更して放送中である。
- ダスラッテ星人の逆襲

当時文化放送アナウンサーだった寺島尚正がダスラッテ星人という訳の分らない未確認生物に扮して、古本やリスナーに様々なお題に挑戦させる企画。放送開始当初に多く放送され、これもザ・マスクマン企画と並ぶ大好評企画であった。その後、寺島が1回分の番組全体を乗っ取り『ダスラッテ星人 ちゃぱらすかWOO!』として放送されたこともあった。
- ダスラッテ星人の逆襲内で行われた企画

スーパークイズ・超穴抜け王!!
1998年4月から2000年3月頃まで、スペシャルウィークの週に期間限定コーナーとして放送（23時台に放送）。古本がダスラッテ星人に囚われの身となったという設定の下、当日電話などで募集したリスナーの中から選ばれたリスナー代表が古本の救出を目指すという名目で、大事な部分が「ピー」という音で消された穴抜けクイズに挑戦する企画。期間限定コーナーでありながら、インスタントラーメンの「スーパーカップ」でおなじみのエースコック株式会社が提供スポンサーを務めていた。もともとは前番組『とんカツワイド』で放送されていた「クイズウルトラハッピー超穴抜け王」がベースになっている。また、本家とんカツワイドの超穴抜け王とルールが大きく異なる。
- - ウルトラハッピー超穴抜け王時代のルール

問題文を1回聞いただけで正解すると、超穴抜け王の称号（形式的なもの）ととんカツワイドのノベルティグッズがプレゼントされた。なお、1回聞いただけでは分からないというリスナーの為に「ウルトラハッピー」時代は問題文をもう1回聞く事も可能だったが、その場合は称号は与えられなかった。リスナーが解答できるのは問題文を読み終わった後の30秒間。（問題読み上げ1回目の後に答えるか、もう一度聞くかを聞かれる）この間であれば何度でも解答可能で、仮に誤答しても時間内に他の答えを言って正解すれば正解扱いになっていた。
- - ちゃぱら版超穴抜け王のルール（前期・1999年3月以前）

問題文は1回しか聞く事が出来ない為、問題文を聞きながらメモを取って問題を推理しなければならず、大事な部分が消されているとあってその難易度も難しかった（ものすごく簡単な回もあった）。問題文の読み上げは当時の文化放送の若手アナウンサーが持ち回りで担当。
問題文が読み終わった後、ダスラッテ星人が「さあ、考えなさい!」と言って30秒間のシンキングタイムに突入する。しかし「ウルトラハッピー」時代と異なり、リスナーが答えるのはその後のアンサータイム（時間は5秒間）の時であり、ダスラッテ星人から「さあ、答えは?」と聞かれてリスナーが答えるシステムだった。答えるチャンスは1人1回のみで言い直しは不可。正解すればファンファーレが鳴りチャレンジ成功。そのリスナーには賞金1万円とエースコックのスーパーカップ詰め合わせ1セットがプレゼントされた。しかし、不正解だった場合はしおれたBGMが流れてダスラッテ星人に「ざんねーん!」などと罵倒されてリスナーとの電話は切られチャレンジ失敗となる。その後、ダスラッテ星人が「ピー」音が鳴らない状態で問題を読み上げ正解を解説した。ちなみに、リスナーが穴抜けクイズに正解できなかった場合、その日の放送の残りの時間はダスラッテ星人に乗っ取られた。
- - ちゃぱら版超穴抜け王のルール（後期・1999年4月以降）

これまでと同様に問題文は1回しか聞く事が出来ない為、問題文を聞きながらメモを取って問題を推理しなければならない。また、以前のようなものすごく簡単な問題は出題されなくなった。（問題の難易度が前期より格段にアップしている。）問題文の読み上げは前期と同様に当時の文化放送の若手アナウンサーが持ち回りで担当。また、リスナーが解答するシステムが変更され、「ウルトラハッピー」時代と同様に問題文の読み上げが終わった後にダスラッテ星人から「さあ、答えなさい!」と言われ30秒間のシンキングタイム中に答えるシステムになり、5秒間のアンサータイムは廃止された。この間であれば正解するまで何度でも解答可能となった。それでも30秒以内に正解を答えられずにタイムアップになる事が殆どで、その場合は爆発音が鳴りシンキングタイム終了。ダスラッテ星人に「ざんねーん!」などと罵倒されてリスナーとの電話は切られチャレンジ失敗となった。その代わりに、後期からは正解してチャレンジ成功となったリスナーには賞金3万円とエースコックのスーパーカップ詰め合わせ3セットがプレゼントされるようになった。
- - 正解者が出なかった場合の救済企画

後期からは当日挑戦したリスナーが正解できなかった場合に限り、ラジオの前の他のリスナーに同じ問題を出題する「泣きの穴抜けクイズ」なる救済企画がこのコーナー内に設けられるようになる。この場合は解答をリスナーからFAX・メールで受け付け、正解者の中から抽選で3名にエースコックのスーパーカップ詰め合わせ1セットがプレゼントされた。
ダスラッテ星人は、このコーナーでリスナーがチャレンジに成功すると「やられたー！」と正解のファンファーレに合わせて泣き叫ぶのがお約束であった。
なお2000年4月以降、スペシャルウィーク時は後述の電リク・アーティスト特集を放送する事になり番組の構成上このコーナーは放送されなくなった。
スーパーリミックスクイズ
超穴抜け王が放送されなくなってから1年半後の2001年10月から番組終了の2002年3月まで、スペシャルウィークの週に期間限定コーナーとして放送（23時台に放送）。エースコックが引き続きスポンサーを担当。超穴抜け王と同様に、古本がダスラッテ星人に囚われの身となったという設定は変わらないが、当日番組を聴いているリスナー全員が参加できるクイズになった。リスナー全員が古本を救出するという名目のもとクイズに挑戦するスタイルは一緒である。
クイズのルールは超穴抜け王の時と変わって、当時文化放送アナウンサーの吉田涙子が出題する一般常識問題と当時文化放送アナウンサーの飯塚治が出題する芸能問題、更に最新のヒット曲を流す音楽問題の3問をリミックスした状態でリスナーに出題。1曲かかっている間にFAX・メールで回答をリスナーから受け付ける形式に変わった。（超穴抜け王の「泣きの穴抜けクイズ」と同じ募集形式である。）
出題された3問のクイズすべてに正解したリスナーの中から抽選でプレゼントが贈られる。その日の正解者が5名以下なら、抽選で選ばれた1名が賞金3万円とエースコックのスーパーカップ詰め合わせ3セットを総獲り。正解者が6名以上なら、抽選で3名に賞金1万円とエースコックのスーパーカップ詰め合わせ1セットがプレゼントされた。
このコーナーで出題される3つのクイズのうち、一般常識問題は当番組の主力層であった中高生のリスナーには難問ばかりだった為にこれを間違えて失格するリスナーが続出し、超穴抜け王に比べて難易度が上がった。それでも全問正解者が出なかった回は1度も無かった。全ての回で1回あたり4人 - 15人程度全問正解者が出ており、実際に3万円とスーパーカップ詰め合わせ3セット総獲りという快挙も何回か達成されている。この為、番組のエンディングでは全問正解者から選ばれた勇気ある当選者の発表を行う前に、ダスラッテ星人が「誰も全部当たらないと思っていたのに悔しい!!」と泣き叫ぶのもお約束だった。（ちなみに当選者発表の後には、ダスラッテ星人は必ずと言っていいほど古本に「ざまぁみろー!!(笑)」と罵倒されていた。）
余談ではあるが、寺島はこの番組の終了から3年後の2005年4月に、彼自身が初めてメインパーソナリティを務めた平日昼の帯ワイド『寺島尚正 ラジオパンチ!』が放送開始。ラジオパンチ終了後の2010年10月以降も自身の冠番組を数多く担当。2018年9月末をもって文化放送を定年退職した後も、フリーアナウンサーとして数多くの文化放送の番組に出演している（2024年3月現在は平日早朝の生ワイド『おはよう寺ちゃん』を担当）。
- 電リク・アーティスト特集

2000年以降、スペシャルウィーク時に放送されていた音楽企画。1組のアーティストをピックアップし、そのアーティストの曲の中で好きな曲をリスナーにリクエストしてもらったりした。アーティスト本人もゲスト出演する事があった。
- ちゃぱらクイズダービー

TBSテレビで放送されていた『クイズダービー』のパロディ。解答者は番組スタッフの中から選ばれた3人が務めていた。2001年頃に1回だけ放送。
また、番組末期の頃には文化放送でかつて放送されていた番組『決定!全日本歌謡選抜』のパーソナリティを小川哲哉と一緒に担当していた元文化放送アナウンサーの丹羽孝子や、丹羽と同じく元文化放送アナウンサーで後にアナウンス部長も歴任した竹内靖夫、同じく元文化放送アナウンサーで竹内の先輩・上司だった菅野詩朗が数回だけ出演したこともあった。
- Stage3

その日募集したテーマに関するベスト5を発表。また少数意見も紹介された。

### マックWOO!
日本マクドナルドの1社提供によるコーナー。2000年頃放送開始。東京都内のマクドナルドのお店にアンケートBOXを設置しての中高生を対象にしたアンケート調査（アンケートBOXの設置場所は1週間ごとに変わる）や、古本が「DJ.クリス・エンペラー」という架空のDJに扮して送る音楽企画、当時タレントとして活動していた大谷みづほを主役に据えたラジオドラマなど毎日日替わりで様々な企画を放送していた。一部の企画では、参加したリスナーの中から抽選でマックカードをプレゼントするコーナーがあった。

### ちゃぱら☆ファイト
古本が日替わりで人気アイドルと一緒に送るコーナー。後に人気アイドル単独で放送するものが多くなった。
放送されていた主なコーナー
- ようこそ!スナック佑香へ（当時チャイルドアイドル（通称「チャイドル」）として人気があった野村佑香がスナックのママに扮して送る人生相談コーナー）
- 国分太一 TOKIO ザ・ライド（パーソナリティはTOKIOの国分太一）
- 眞鍋かをりの“を”はラジオの“お”じゃありません!（眞鍋かをりが元気を無くしたり悩みを抱えているリスナーに喝を与えたり、悪行をしたリスナーを懲らしめたりするコーナー）
- 平家みちよのどちらまで?（元ハロプロメンバーの平家みちよがタクシーの運転手に扮し、毎回ハロプロメンバーをゲストに迎えて送るトークコーナー）
- ジャニーズJr.の諜報機関ちゃぱら!(当時のジャニーズJr.メンバーがスパイ集団に扮し、リスナーが諜報員となって、周囲で流行している物や遊びなどを紹介するコーナー。主な出演者は生田斗真、松本潤、相葉雅紀、二宮和也、風間俊介など。なお、松本・相葉・二宮は後に嵐のメンバーとなる)
- 関西ジャニーズJr 横山裕・村上信五の笑う大捜査線（パーソナリティは当時ジャニーズの関西ジャニーズJrのメンバーだった横山裕と村上信五。後に2人はSUPER STAR QRおよびレコメン!の木曜パーソナリティを担当することになる）
- 知念里奈の喧嘩上等だよ。（とんカツワイド時代からコーナーレギュラーを持っていた知念里奈が、引き続きちゃぱらでもレギュラー出演していた）

## ちゃぱら内で放送されていたミニ番組
- モーニング娘。安倍なつみのエアモニ。（2001年10月 - 2002年3月、「ちゃぱら」終了後は単独番組として2003年3月まで継続）
- KinKi Kids どんなもんヤ!（『とんカツワイド』時代から引き続き放送）
- MEGA MAX（1997年4月から2001年9月まで月 - 木曜の10分帯で放送。NRN系列でも30分→60分に編集して放送）
- Folder5 Smash-Train（2001年10月 - 2002年3月、「ちゃぱら」終了後は単独番組として2003年3月まで継続）
- HIP HOP パラダイス（元々は文化放送で放送されていた30分の単独番組だったが、番組内番組として移籍）
- STOP THE SMAP（『とんカツワイド』時代から引き続き放送）
- 水野美紀 ふたりのアトリエ

また、グラビアアイドルの小向美奈子やタレント・歌手の椎名法子らが番組を担当していた事がある。
しかし、文化放送ライオンズナイターの放送期間中は中継が延長になった場合、番組内のコーナーが一部カットされたり、ミニ番組が休止になったりする事もあった（文化放送では1992年の『サスケの夜はこんびんば!』から、22時以降の野球放送延長に対応するようになった）。
中には中継が2時間近く延長になった回もあり、ゲストコーナーが取りやめになったり、当初予定していたFAX・メールのテーマを変更した事もあったという。

## ふつおた祭り
番組内で時たま放送されていた普通のお便りを紹介するコーナー。野球中継が長時間にわたる延長になって、番組が短縮バージョンになった時などによく放送されていた。
バラエティに富んだふつおたが数多く寄せられていたが、中にはどうしても自分のネタを紹介して欲しいが為にわざと作りネタを投稿するリスナーもいたらしく、それらが紹介された際古本から「おめー、これネタだろ!?」と突っ込みを入れられたりした事もあったという。
但し、回によっては前述のちゃぱらテレフォンオープンStage2に番組末期時に時々出演していた竹内靖夫・菅野詩朗が登場して、リスナーに突っ込みを入れる古本をなだめる事が度々あった。

## ピンチヒッターを務めた事がある人
古本が番組を休んだ時、下記のような人たちがピンチヒッターを務めたことがあった。
- 野村邦丸 - 当時文化放送アナウンサー、後にフリーアナウンサーとなる。
- あかほりさとる - 作家。愛称は「ポリリン」。古本が主演したテレビ東京のアニメ『爆れつハンター』の原作者であり、文化放送で以前番組を担当していた。
- 水谷優子 - 古本の先輩声優の一人で、フジテレビのアニメ『ちびまる子ちゃん』など数多くの作品に出演。あかほりとは同級生。
- 林原めぐみ - 古本とはアニメ『爆れつハンター』で共演。古本の先輩声優の一人で本番組のゲストコーナーにも登場した事がある。
- コタニキンヤ
- 小池栄子
- 佐藤江梨子 - 元「クラブちゃぱらっち」メンバー。
- 知念里奈と福原フトシ
- コージー冨田